# Dolmen de Ibirque
El dolmen de Ibirque, de la Caseta de las Brujas o de Lasaosa es un dolmen situado en el término municipal de Sabiñánigo (provincia de Huesca, España), cerca del pueblo deshabitado de Ibirque, que está cerca de Nocito y Lasaosa. 
Se compone de una cámara interior simple, de forma rectangular, y de un túmulo.
Está a una altitud aproximada de 1241 metros. Desde su emplazamiento se puede avistar, con buen tiempo, la Sierra de Guara y al norte el macizo de Monte Perdido.